# يوشيدا كينكو
Yoshida Kenkō (吉田 兼好)(吉田 兼好, 1352– 1283)

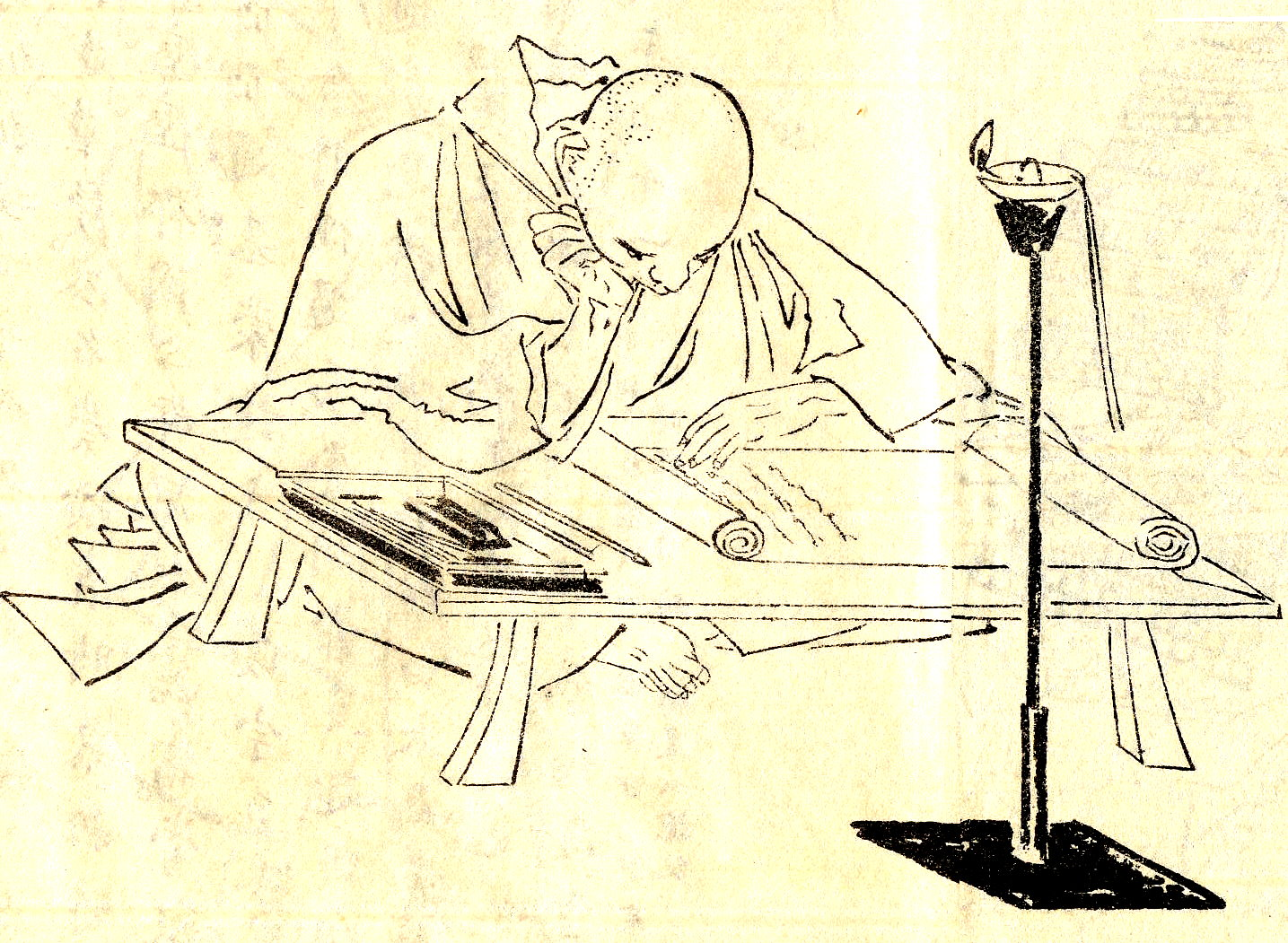
يوشيدا كينكو

كاتب ياباني وراهب بوذي.  أشهر أعماله هو «تسورايزورايغوسا» (باليابانية: 徒然草 وتهجأتها الإنكليزية Tsurezuregusa وتعني مقالات في الكسل)  واحدة من الأكثر الأعمال دراسة في الأدب الياباني خلال القرون الوسطى.  كتب كينكو خلال فترتي موروماتشي وكاماكورا فترات.

## روابط خارجية
- يوشيدا كينكو على موقع الموسوعة البريطانية (الإنجليزية)